# Fosfid lithný
Fosfid lithný je anorganická sloučenina lithia a fosforu s chemickým vzorcem Li3P.

## Příprava
Fosfid lithný lze připravit zahříváním bílého fosforu a lithia v atmosféře argonu:
12 Li + P4 → 4 Li3P
Lze jej připravit také:
LiP + 2 Li → Li3P

## Fyzikální vlastnosti
Fosfid lithný tvoří červenohnědé hexagonální krystaly, prostorová grupa P63/mmc, parametry buňky a = 0,4264 nm, c = 0,7579, Z = 2.

## Chemické vlastnosti
Hydrolýzou dochází k uvolnění fosfanu:
Li3P + 3 H2O → 3 LiOH + PH3

## Využití
Sloučenina je navržena k použití jako potenciální elektrolyt pro polovodičová zařízení.